# Raymonde Esprit-Massonneau
Raymonde Esprit-Massonneau née à Valence le 15 février 1901 et morte à Saint-Junien le 21 octobre 2004 est une peintre française.

## Biographie
Élève de Louis-François Biloul et de Ferdinand Humbert, Raymonde Camille Pauline Esprit-Massonneau obtient le prix Troyon en 1928. 
Elle expose en 1929 au Salon des artistes français — dont elle est membre — une Étude et un Portrait. 